# Дисульфид никеля(II)
Дисульфид никеля(II) (дисульфид(2−) никеля(II)) — неорганическое соединение 
металла никеля и серы с формулой NiS2, серые кристаллы, не растворяется в воде.

## Получение
- В природе встречается минерал ваэсит — NiS2.

- Длительное нагревание сульфида никеля(II) с серой:

{\displaystyle {\mathsf {NiS+S\ {\xrightarrow {170^{o}C}}\ NiS_{2}}}}

## Физические свойства
Дисульфид никеля(II) образует серые кристаллы
кубической сингонии,
пространственная группа P a3,
параметры ячейки a = 0,518 нм, Z = 4.

## Применение
- Катализатор в органическом синтезе.